# Janusz Wasylkowski

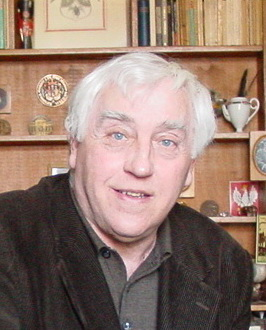
Janusz Wasylkowski, 2003

Janusz Wasylkowski (ur. 2 sierpnia 1933 we Lwowie, zm. 14 kwietnia 2020) – poeta, pisarz, publicysta, redaktor programów telewizyjnych, założyciel i redaktor naczelny "Rocznika Lwowskiego". Współtwórca Instytutu Lwowskiego w Warszawie.
Absolwent polonistyki na Uniwersytecie Wrocławskim. Był założycielem Studenckiego Teatrzyku Satyry Ponuracy i współzałożycielem tygodnika „Poglądy” we Wrocławiu. Od 1991 prowadził Instytut Lwowski i był redaktorem naczelnym Rocznika Lwowskiego. Pochowany na cmentarzu Powązki Wojskowe w Warszawie (kwatera B39-11-1).
W 2017 otrzymał nagrodę Kustosz Pamięci Narodowej.

## Twórczość

### Poezja
- Są słowa. Wiersze o mieście, które samo się nie obroni
- Łatwo się pisze wiersz o miłości
- Drzewostan. Wiersze sprzed lat

### Dramaty
- Benudasz, Królewski błazen
- Przegrańcy
- Upalny dzień
- Węzeł rodzinny

### Satyry
- Myśli cokolwiek zezowate
- Samotny jak pies w butonierce
- 200 limeryków, w tym jeden sprośny, no może nie jeden

### Książki o Lwowie
- Lwowskie misztygałki, Instytut Lwowski, Warszawa, 2000, ISBN 83-910659-0-5.
- Piosenki lwowskiej ulicy, OTO Kalambur, Wrocław 1987
- Ni ma jak Lwów
- Teatr z ulicy Kopernika. Polski Teatr Ludowy we Lwowie (1958-2008), Instytut Lwowski, Warszawa, 2008, ISBN 978-83-922465-2-7.

### Monografie
- Na rzecz wolnej Polski – monografia polskiej organizacji niepodległościowej w Danii

### Opowiadania i humoreski
- Wierszydełka i humoreski, Ludowa Spółdzielnia Wydawnicza, 2015, ISBN 978-83-205-5600-1.
- Pęknięta matowa szyba. Opowiadania. Ludowa Spółdzielnia Wydawnicza, 2015, ISBN 978-83-205-5598-1.